# 480-as busz
A 480-as számú elővárosi autóbusz Budapest, Cinkota HÉV-állomás és Nagytarcsa között közlekedik. A járatot a MÁV Személyszállítási Zrt. üzemelteti.

## Története
2018. szeptember 1-jétől néhány járat betér a nagytarcsai Szilas Ipari Parkhoz. 2018. szeptember 17-étől érinti az újonnan létesített Nagytarcsa, Szilas Ipari Park bejárati út megállóhelyet is.

## Megállóhelyei
| 480 (Budapest, Cinkota HÉV-állomás – Nagytarcsa, kistemplom) | 480 (Budapest, Cinkota HÉV-állomás – Nagytarcsa, kistemplom) | 480 (Budapest, Cinkota HÉV-állomás – Nagytarcsa, kistemplom) | 480 (Budapest, Cinkota HÉV-állomás – Nagytarcsa, kistemplom) | 480 (Budapest, Cinkota HÉV-állomás – Nagytarcsa, kistemplom) | 480 (Budapest, Cinkota HÉV-állomás – Nagytarcsa, kistemplom)    |
| Perc (↓)                                                     | Perc (↓)                                                     | Megállóhely                                                  | Perc (↑)                                                     | Perc (↑)                                                     | Átszállási kapcsolatok                                          |
| ------------------------------------------------------------ | ------------------------------------------------------------ | ------------------------------------------------------------ | ------------------------------------------------------------ | ------------------------------------------------------------ | --------------------------------------------------------------- |
| 0                                                            | 0                                                            | Budapest, Cinkota HÉV-állomás végállomás                     | 17                                                           | 13                                                           | 92, 92A, 174, 175 410, 430, 440, 441 1040, 1049, 1077, 1078 P+R |
| 2                                                            | 2                                                            | Budapest, Georgina utca                                      | 13                                                           | 9                                                            | 45, 46, 92, 92A, 146                                            |
| 4                                                            | 4                                                            | Budapest, Simongát utca                                      | ∫                                                            | ∫                                                            | 46, 146                                                         |
| Budapest–Nagytarcsa közigazgatási határa                     |                                                              |                                                              |                                                              |                                                              |                                                                 |
| *                                                            | *                                                            | Nagytarcsa, Szilas Ipari Park 1                              | ∫                                                            | ∫                                                            | 482                                                             |
| *                                                            | *                                                            | Nagytarcsa, Szilas Ipari Park 2                              | *                                                            | *                                                            | 482                                                             |
| ∫                                                            | ∫                                                            | Nagytarcsa, Szilas Ipari Park 1                              | *                                                            | *                                                            | 482                                                             |
| 6                                                            | 6                                                            | Nagytarcsa, Szilas Ipari Park bejárati út                    | 9                                                            | 5                                                            | 482                                                             |
| 7                                                            | 7                                                            | Nagytarcsa-Füzesliget                                        | 8                                                            | 4                                                            | 482                                                             |
| 9                                                            | ∫                                                            | Nagytarcsa, községháza                                       | 6                                                            | ∫                                                            | 449, 482, 504                                                   |
| 11                                                           | ∫                                                            | Nagytarcsa, Petőfi telep                                     | 4                                                            | ∫                                                            | 482, 504                                                        |
| 12                                                           | ∫                                                            | Nagytarcsa, községháza                                       | 2                                                            | ∫                                                            | 449, 482, 504                                                   |
| 13                                                           | 11                                                           | Nagytarcsa, kistemplom végállomás                            | 0                                                            | 0                                                            | 449, 504                                                        |

A *-gal jelölt megállókat csak néhány járat érinti.